# John Dye
John Carol Dye o semplicemente John Dye (Amory, 31 gennaio 1963 – San Francisco, 10 gennaio 2011) è stato un attore e sceneggiatore statunitense, noto come Andrew de Il tocco di un angelo e Terra promessa.

## Biografia
Iniziò a studiare recitazione negli anni del liceo, a Memphis, iniziando la sua carriera cinematografica negli anni ottanta. Gli vennero subito affidati ruoli da ragazzo perbene; nel 1992 ottenne i primi successi con le serie tv Il tocco di un angelo e Terra promessa, dopo di che nel 1996 conseguì la laurea all'università di Memphis.
Persona colta e gentile, si dimostrò sempre caloroso con i fan di tutto il mondo. Viaggiatore incallito, visitò svariate volte l'Europa tra cui i Paesi Bassi e la Francia, e due volte l'Italia. 
Morì il 10 gennaio 2011, all'età di 47 anni, nella sua casa di San Francisco, in California. La sua famiglia riferì che il decesso avvenne a causa di problemi cardiaci, ma l’autopsia rivelò che la morte fu causata dalla metanfetamina. Il suo funerale si tenne nella United Methodist Church di St. Andrew di Amory, nel Mississippi, di cui lui e la sua famiglia erano membri. È sepolto all'Haughton Memorial Park di Amory.

## Filmografia parziale

### Cinema
- Making the Grade, regia di Dorian Walker (1984)
- Modern Girls, regia di Jerry Kramer (1986)
- Campus Man, regia di Ron Casden (1987)
- Mother, Mother - cortometraggio (1989)
- I migliori (Best Of The Best), regia di Bob Radler (1989)'
- Arma perfetta (The Perfect Weapon), regia di Mark DiSalle (1991)
- Sioux City, regia di Lou Diamond Phillips (1994)
- Heart of the Beholder, regia di Ken Tipton (2005)
- Claudette - cortometraggio (2007)
- Fist of the Warrior, regia di Wayne A. Kennedy (2009)

### Televisione
- Vip omicidi club (Billionaire Boys Club), regia di Marvin J. Chomsky - film TV (1987)
- CBS Summer Playhouse -  serie TV, 1 episodio (1987-1989)
- Vietnam addio (Tour of Duty) - serie TV (1987-1990)
- Jack's Place – serie TV, 18 episodi (1992-1993)
- La signora in giallo (Murder, She Wrote) - serie TV, episodi 5x02-11x01(1988-1994)
- Il tocco di un angelo (Touched by an Angel) - serie TV, 188 episodi (1994-2003)
- Terra promessa (Promised Land) - serie TV (1996-1999)
- Once Upon a Natale (Once Upon a Christmas), regia di Tibor Takács - film TV (2000)
- Twice Upon a Natale (Twice Upon a Christmas), regia di Tibor Takács - film TV (2001)

## Doppiatori italiani
Nelle versioni in italiano delle opere in cui ha recitato, John Dye è stato doppiato da:
- Luca Dal Fabbro ne I migliori
- Oreste Baldini in La signora in giallo (ep. 5x02)
- Riccardo Rossi in La signora in giallo (ep. 11x01)
- Saverio Garbarino in Arma perfetta
- Gaetano Varcasia ne Il tocco di un angelo